# Dtto friends
Dtto friends是由Dcard旗下打造的虛構人物，於2021年首次亮相。 這些角色在 YouTube 頻道節目及社群網路服務以「貼圖」的形式為使用者所認識。 在Dcard上，每天都有超過 2,000 篇文章與近萬則留言使用dtto friends 貼圖。
2022 年 7 月，dtto friends於台北華山1914文化創意產業園區舉辦首次快閃店，販售角色周邊商品。
2023年12月，新北市的淡海輕軌、安坑輕軌及環狀線導入了以dtto friends為主題的提醒標語海報。

## 角色
目前dtto friends共有7個角色，活潑的狗狗Dinu、厭世的貓咪Lynn、愛睏的兔子Remi、少女心的綿羊Zolly、忠實的大棕熊Bob、呆萌的鴨子Hoya和神出鬼沒的小香腸Saugy。
Dinu 狗狗
經常被誤會是熊的狗，喜愛幫助有困難的人，所以周圍總有一群好友圍繞。但是異性緣差，所以正努力提升自己的魅力。
Saugy 腸太郎
喜愛惡作劇，看起來是Dinu的寵物。
Hoya 好鴨
一千年前就來到地球的外星鴨， 由於早期投資房地產，成為富裕的大房東。但沒有人知道他的真實身份。
Remi 雷米
與世無爭、性情隨和的男子。喜歡睡覺，脖子總是隨身掛著方便睡覺的頸枕。他的左右銘是：「在哪跌倒，就在哪躺下。」
Lynn 琳恩
早上在便利超商打工，晚上在獨立樂團當貝斯手。雖然外表厭世冷漠，但內心其實是熱衷於社會議題、藝文活動的文藝少女。
Zolly 柔莉
身上充滿粉紅泡泡，喜歡幫別人解決感情問題。
Bob 鮑伯
一名不善言詞、認真負責的工程師，擅長修繕物品。